# 四川广播电视台妇女儿童频道
四川广播电视台妇女儿童频道，是四川广播电视台所拥有的一条电视频道，其主要受众为女性与儿童。

## 历史沿革
四川广播电视台妇女儿童频道的前身为1993年成立的四川有線電視台婦女兒童頻道，主要播出动画片、少儿文艺节目、校园新闻以及聚焦女性的节目:191，期间曾于1995年-1999年与私企四川工商泰宇公司合营:189。